# 罗达
罗达（536年—596年），字普达，代郡桑乾县（今山西省朔州市山阴县）人，北周、隋朝官员。

## 生平
罗达以随国公杨忠亲信为起家官。保定三年（563年），罗达跟随杨忠进攻北齐的并州，因军功加都督，封巴渠县开国男，食邑二百户。柱国燕文公于谨外任刺史，以罗达补任从事，罗达很快又升任大都督。建德五年（576年），罗达跟随周武帝平定邺城，追击高纬，因此出任齐州刺史，在齐州镇守，仍担任行军总管。大象二年（580年），杨坚担任丞相，因为罗达曾侍奉杨坚父亲的原因，任命罗达为仪同大将军，进爵为巴渠县开国伯，增加食邑四百户。隋朝建立后，杨勇被立为太子，罗达出任东宫右勋卫、车骑将军，又升任太子右监门副率，转上仪同。开皇十六年（596年），罗达在京城去世，虚岁六十一，开皇十六年岁次丙辰八月辛巳朔廿九日己酉（596年9月26日）葬于大兴县浐川乡长乐里白鹿原。

## 家庭

### 祖父
- 罗保，北魏扶风郡太守[1]

### 父亲
- 罗渊，北周板授仪同、汉阳伯[1]